# Московский клинический центр инфекционных болезней «Вороновское»
Не следует путать с ГБУЗ Вороновская больница ДЗМ

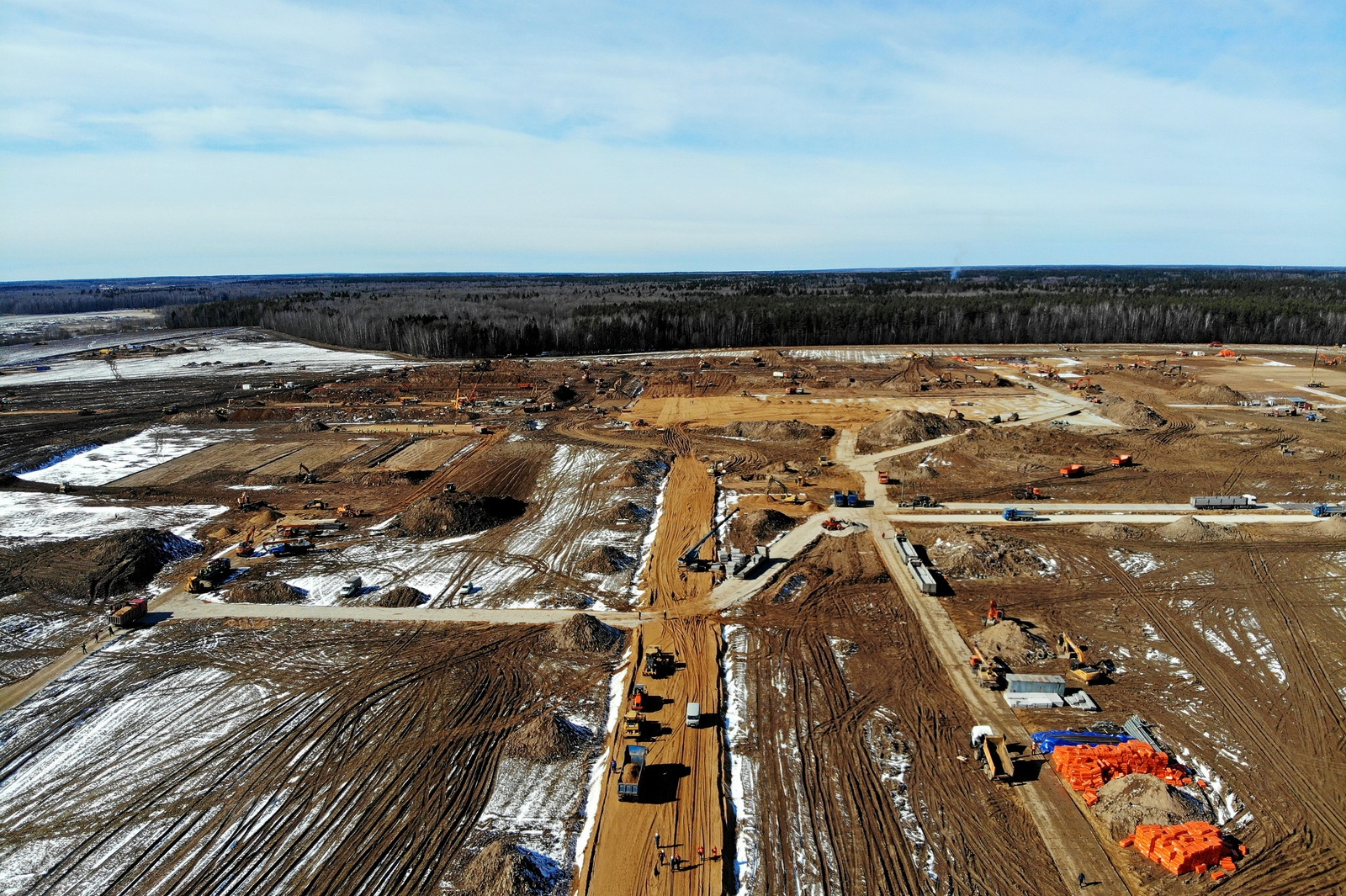
Строительство больницы

Московский клинический центр инфекционных болезней «Вороновское» (проектное название Инфекционная больница в Вороновском поселении города Москвы) —  автономный стационар инфекционного профиля вблизи деревни Голохвастово, Вороновского поселения города Москвы. Клиника входит в состав ГБУЗ «ГКБ имени В. П. Демихова ДЗМ»). Больничный комплекс рассчитан на 800 мест (с возможностью расширения до 900 коек и трансформации каждой койки под реанимационную в течение 24 часов), из них половина реанимационных. Это не временное, а капитальное строение, которое сможет прослужить несколько десятков лет.

## Строительство

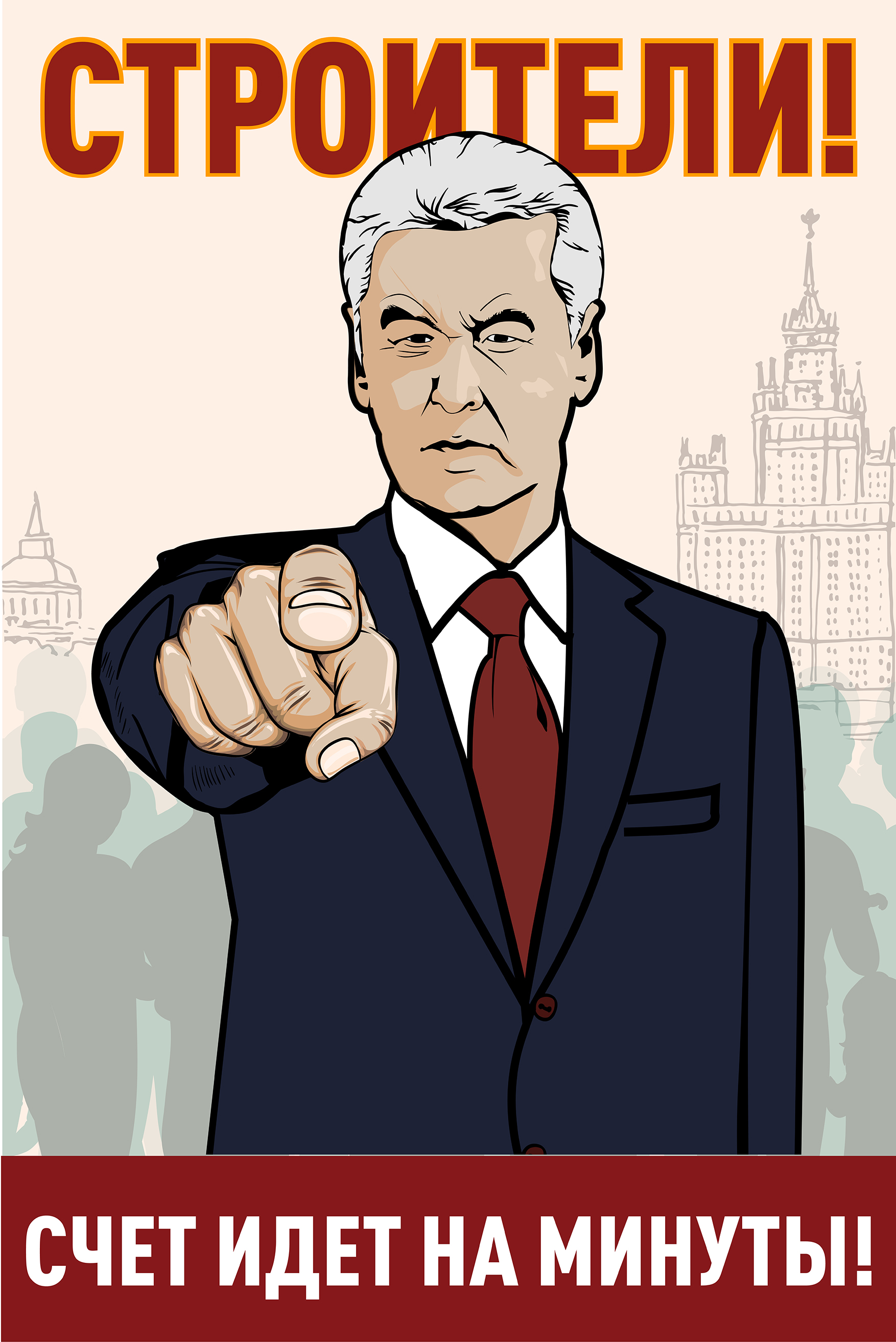
Мотивационный плакат, размещённый на строительной площадке инфекционного центра

В соответствии с указом мэра Москвы Сергея Собянина от 5 марта 2020 года № 12-УМ «О введении режима повышенной готовности» было дано поручение о проработке вопроса строительства новой современной больницы для лечения больных COVID-19.
- 11 марта Собянин приехал со строителями на строительную площадку в Новой Москве. Здесь было чистое поле.
- 12 марта приступили к строительству. Генеральный подрядчик по строительству инфекционного центра — городской холдинг «Мосинжпроект». На площадке работают представители крупных московских компаний — ДСК-1, ПИК, «Крост», ООО "ИБТ", МИСК, «Моспромстрой», «Ингеоком», HelixPRO, сотрудники сетевых организаций. Также на объекте ведут работы строительная элита — метростроевцы, специалисты компаний «МИП-Строй №1», «Мосметрострой» и ИБТ[8].
- 24 марта объемы строительства были выполнены на 40 %.[9] Планировалось, что этот инфекционный центр будет достроен и открыт в течение месяца с момента начала строительства[10].
- 11 апреля 2020 года больничный комплекс был готов на 98 %[11].
- 17 апреля 2020 года комплекс был открыт мэром Москвы Сергеем Собяниным[1].
- 20 апреля 2020 года больница приняла первых 20 пациентов[12].

## Инфраструктура
Для больницы клинического центра закуплено около 100 тысяч единиц оборудования, в том числе более 26 700 единиц медицинского оборудования и мебели, а также защитные костюмы для персонала. На площади 80 тысяч квадратных метров размещены полсотни одно-, двух- и трёхэтажных зданий:
- симуляционный центр для обучения врачей и медсестёр, в котором есть возможность отработать практические навыки на современных симуляторах. Тренажёры были предоставлены Международным медицинским кластером Сколково[15];
- приёмное отделение для поступающих в лечебный блок пациентов имеет двухместные мельцеровские боксы с санитарной комнатой и двумя шлюзами (больных завозят через шлюз с улицы, а для прохода медперсонала приспособлен шлюз изнутри, система санитарного контроля в 15 индивидуальных приёмно-смотровых боксах рассчитана на дезинфекционную обработку 1400 человек: две смены медицинских работников по 700 человек, здание поделено на 14 одинаковых отсеков по 100 мест в каждом с разделением на мужские и женские);
- диагностический блок (оснащён аппаратом МРТ, двумя аппаратами КТ, 26 мобильными рентгеновскими установками и эндоскопическим оборудованием);
- блок реанимации (16 корпусов на 345 коек — оснащён современным оборудованием и устройствами жизнеобеспечения, в частности системой подачи кислорода, аппаратами ИВЛ и ЭКМО, дефибрилляторами, аппаратами инфузионной терапии и оборудованием постоянного контроля параметров состояния пациентов);
- операционный блок (оборудован двумя общепрофильными операционными, оснащёнными рентгеновской С-дугой, индивидуальным родовым боксом и четырьмя боксами пробуждения);
- лечебные блоки, хозяйственный корпус и санитарный пропускник (всего 12 корпусов);
- лабораторный блок (позволят проводить более 10 тысяч тестов в сутки (четыре миллиона тестов в год), включая ПЦР-исследования;
- кислородно-газификационная станция (для подачи кислорода в палаты, состоящая из трёх изотермических резервуаров для хранения и выдачи жидкого кислорода и испарителей, обеспечивающих регазификацию и подачу кислорода в палаты. В случае перебоев с подачей кислорода пациенты будут переключены на аварийную баллонную станцию из 10 баллонов объёмом 40 литров каждый);
- блок по обработке, дезинфекции и уничтожению отходов — бытовых, медицинских и пищевых[16];
- блок выписки пациентов — отдельно стоящее здание, где осматривают пациентов, прошедших лечение. Войдя со стороны лечебной зоны, пациент попадает в санитарный пропускник (разделенный на мужской и женский блоки), в котором снимает больничную одежду, складывает её в бак для медицинских отходов, в обязательном порядке принимает душ и надевает личную, предварительно продезинфицированную одежду. Далее он проходит в «чистую» зону в вестибюль с зоной ожидания, где получает выписные документы, ценные вещи и выходит на улицу через наружный тамбур со стороны общей зоны. Доставка чистого белья и вещей пациентов предусмотрена в упакованном и промаркированном виде в закрытой таре из помещений централизованного хранения и прачечной в «чистую» зону здания. Грязную внутрибольничную одежду персонал лечебной зоны собирает в специализированную раздельную тару в зоне переодевания и выносит для дезинфекции и стирки в блок дезинфекции и прачечную. Одновременно процедуру выписки могут проходить до 15 пациентов, то есть 70 пациентов в сутки.
- вертолётная площадка (способна одновременно принимать три вертолёта);
- 6 распределительных электрических подстанций[6], резервные кабельные линии от электрической подстанции «Лебедево» длиной 22 километра, распределительные пункты и трансформаторные подстанции;
- комфортабельные двух- и трёхэтажные общежития для медицинского и технического персонала с возможностью временного проживания в одно- и двухместных номерах с общей вместимостью около 1300 человек. Каждая комната оснащена бытовой техникой, для медработников также обустроены столовая, места отдыха, на прилегающей территории созданы четыре воркаут-зоны и спортзал;
- вокруг инфекционного центра создан периметр безопасности, на въездах и выездах с территории больницы оборудованы два поста санитарной обработки транспорта; рядом построены пожарная часть, котельная, водозаборный узел со скважиной.

## Руководство
Главный врач — Аракелов Сергей Эрнестович
Заместитель главного врача по медицинской части — Ивашкин Александр Николаевич
Начальник технического отдела — Ширяев Алексей Петрович
Заместитель Начальника отдела информационных технологий — Белов Сергей Викторович

## Стоимость
«Известия» со ссылкой на свои источники сообщали, что цена строительства центра составит 40—50 млрд рублей. Цифры, озвученные чиновниками мэрии: 5—7 млрд рублей.